# Batalla del Ailette
La batalla de Ailette fue una batalla que tuvo lugar durante la Primera Guerra Mundial en agosto de 1918, a orillas del Río Ailette entre las comunas de Laon y Aisne.

## Antecedentes
Tras la Batalla de Amiens, las fuerzas de la Triple Entente, dirigidas por el mariscal Ferdinand Foch, planearon una ofensiva a gran escala sobre las líneas alemanas en Francia y que todas esas ofensivas se uniesen en Lieja, Bélgica.

## La batalla
El 15 de agosto después de notar Charles Mangin que el ejército alemán se ha extendido desde Audignicourt hasta Morsain, éste decide aprovechar la situación. Así pues el 17 de agosto, a las 5 de la mañana, ataca y el 7º y 30.º Cuerpo del Ejército francés toman una posición alrededor de Autrêches. A las 6 de la tarde del día siguiente, asaltan 10 km del frente, avanzando 2 kilómetros y haciendo 2.000 prisioneros. En el intento de acercarse a la primera línea de Johannes von Eben, el ejército francés sufre 60 bajas y 300 heridos. mientras pierden 60 muertos.
Al anochecer del 19 de agosto, Mangin a avanzado a través de Bailly, Tracy-le-Val, al oeste de Nampcel, Audignicourt, Vassens, Morsain, Nouvron, Vingre y Fontenoy.
El 20 de agosto los franceses toman Tartiers, pueblo al noroeste; en el centro acceden a la meseta de Audignicourt tomando Lombray y Blérancourdelle. A la izquierda, a pesar de la gran resistencia ofrecida, los alemanes se retiraron hacia Ourscamp. Ese día 8.000 alemanes caen presos y se recuperan Nampcel, Carlepont y Caisnes.
Con el apoyo de tanques, el 21 de agosto, tras fieros combates en los que la tomaron y la perdieron, finalmente la población de Cuts es tomada. En Blérancourt se suceden también duros ataques antes de que caiga en manos francesas. En el camino a Noyon, entre Sampigny y Pontoise, una incursión alcanzó el Oise haciéndose con los bosques de Carlepont y Ourscamps amenazando con rodear al ejército alemán. Además el  3 ° Ejército francés, al mando de Georges Louis Humbert, tomaron el resto del macizo de Lassigny en la frontera con Divette.
El 22 de agosto, La 1.ª División de Baviera intentó rescatar al ejército alemán, pero fue atacada. Al atardecer los franceses avanzaron desde Oise hasta Quierzy. En el flanco derecho, hacia el mediodía, ocupan la colina al este de Pommiers, al norte llegan a Bagneux y más adelante rodean Pont-Saint-Mard.
Finalmente, al anochecer del 23 de agosto, después de tomar Quierzy y Manicamp, el ejército francés limita con el Ailette hasta Guny y toma la estación de Juvigny y la meseta entre Cuffies y Pasly.

## Consecuencias
El bloquear la carretera a París entre el Somme y Aisne y el río que unía Oise y Aisne sirvió para reducir el paso de soldados del ejército imperial alemán. Aunque fue una batalla en gran parte desconocida de la Ofensiva de los Cien Días durante la Primera Guerra Mundial, fue escenario de feroces combates entre franceses y alemanes por su control de agosto a septiembre de 1918, antes de que lo tomaran los franceses en octubre.